# Eois serrilineata
Eois serrilineata là một loài bướm đêm trong họ Geometridae.